# Мечеть Баба Кухі Бакуві
    Світова спадщина    Баку: Стара фортеця в Баку з Палацом ширваншахов і Дівочої ВежеюWalled City of Baku with the Shirvanshah's Palace and Maiden Tower Країна АзербайджанТипКультурнийКритеріїivОб'єкт №958Регіон ЮНЕСКОЄвропа і Північна АмерикаІсторія реєстраціїЗареєстровано:2000 (24 сесія)
Мечеть Баба Кухі Бакуві (азерб. Baba Kuhi Bakuvi məscidi) — мечеть IX — X ст., за інформацією офіційного сайту музею-заповідника Ічері-Шехер. Залишки розташовані в столиці Азербайджану, в місті Баку, в межах історичної частини міста Ічері-шехер, на північ від Дівочої вежі. Імовірно належала перському вченому і богослову Баба Кухі Бакуві. Це найстаріша мечеть у Баку.

## Виявлення та вивчення
Мечеть була виявлена в результаті археологічних розкопок 1990–1993 років, що проводилися археологом Фархадом Ібрагімовим. На вівтарі мечеті було виявлено арабський напис, зроблений почерком куфі і де було написано «Влада належить Аллаху». Цей напис прочитали епіграфісти Мешадіханум Неймат. Палеографічні особливості напису дозволили дослідникам віднести пам'ятник до IX—X століть.
В результаті розкопок 1998 року було відкрито дві кімнати мечеті. Сама мечеть разом з побудованими поруч кімнатами та колонадою стрілчастих арок були єдиним комплексом. У зв'язку з тим, що місто було розташоване на торгово-караванному шляху, вчені припустили про розташування на цьому місці ханаки. На думку Фархада Ібрагімова, мечеть належала Баба Кухі Бакуві, середньовічному релігійному діячеві з Баку.

## Галерея

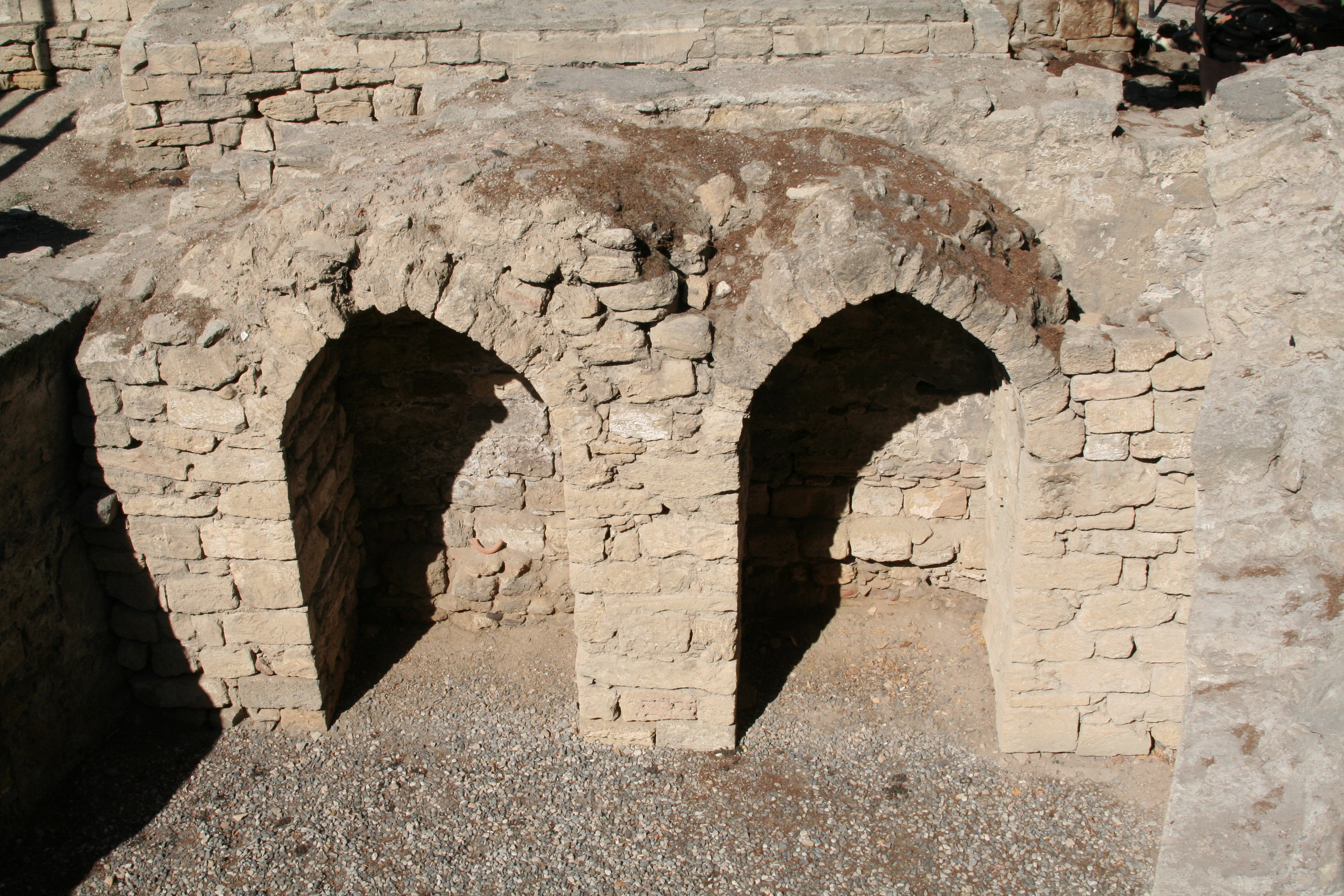
Колоннада арок
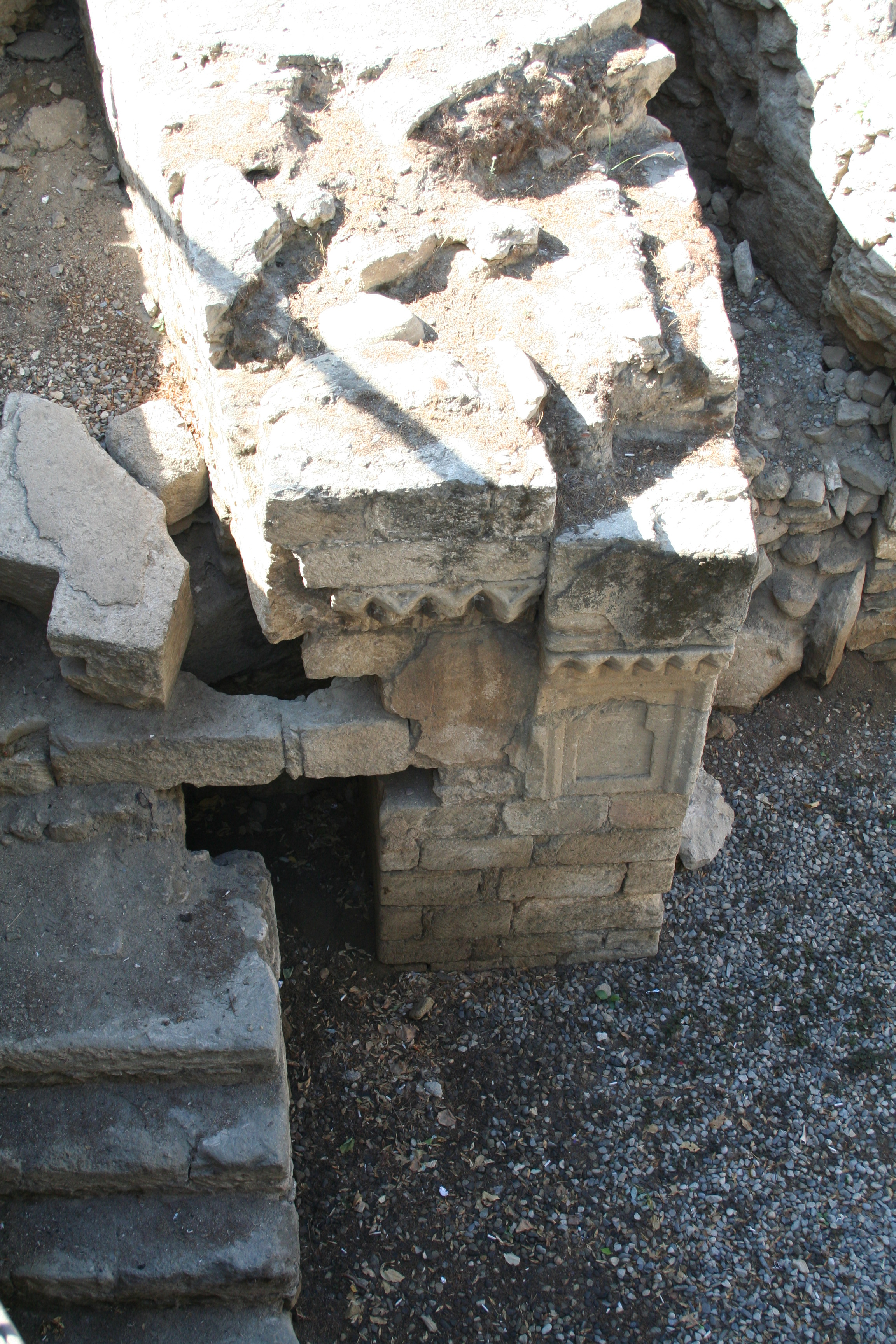
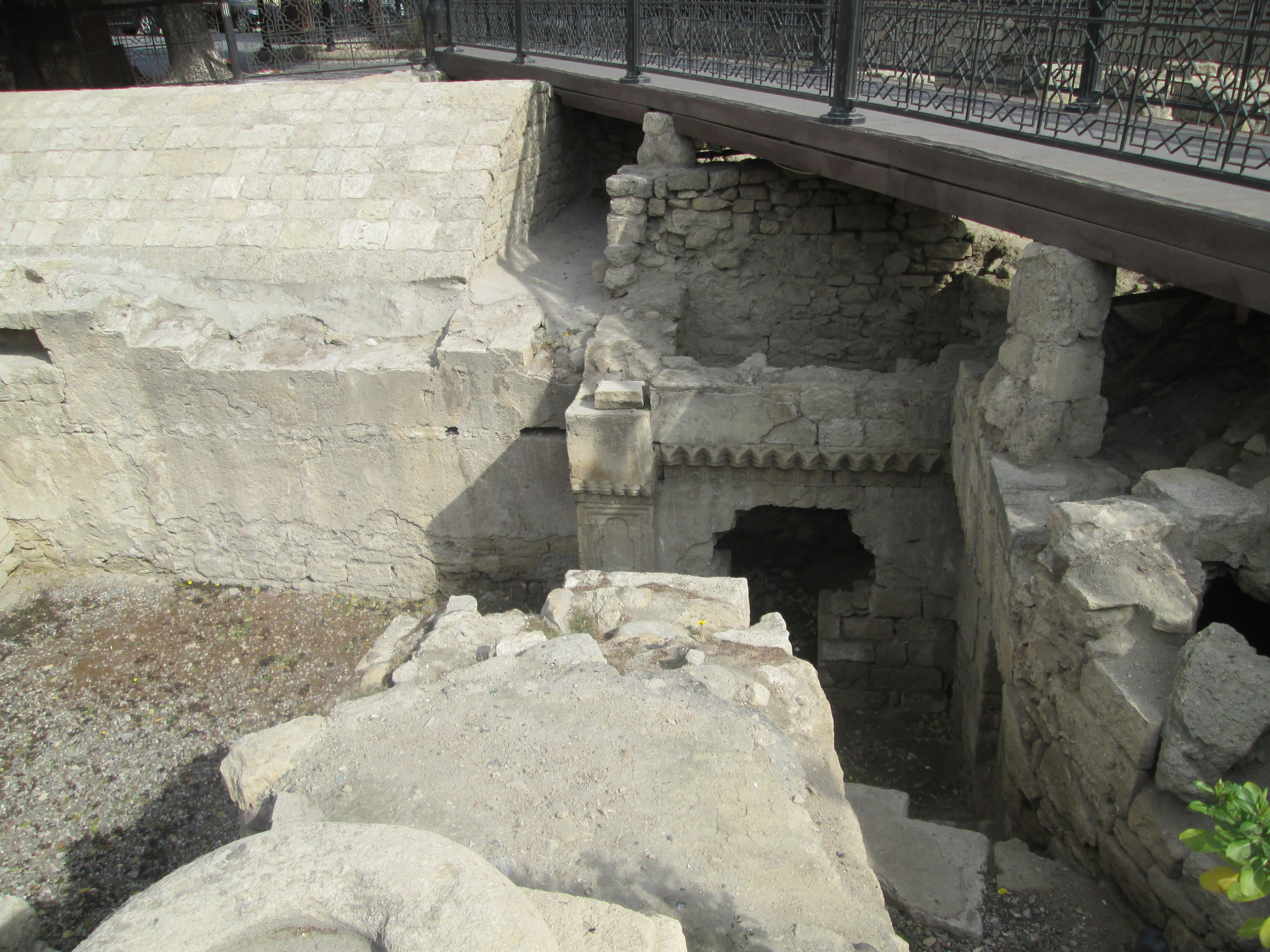